# Гурби
Гурби́ (фр. Gourbit) — коммуна во Франции, находится в регионе Юг — Пиренеи. Департамент коммуны — Арьеж. Входит в состав кантона Тараскон-сюр-Арьеж. Округ коммуны — Фуа.
Код INSEE коммуны — 09136.

## Население
Население коммуны на 2008 год составляло 92 человека.
| 1962 | 1968 | 1975 | 1982 | 1990 | 1999 | 2008 |
| ---- | ---- | ---- | ---- | ---- | ---- | ---- |
| 42   | 71   | 87   | 82   | 69   | 61   | 92   |

## Экономика
В 2000 году среди 228 человек в трудоспособном возрасте (15—64 лет) 35 были экономически активными, 21 — неактивными (показатель активности — 62,5 %, в 1999 году было 67,7 %). Из 35 активных работали 32 человека (22 мужчины и 10 женщин), безработных было 3 (1 мужчина и 2 женщины). Среди 21 неактивных 4 человека были учениками или студентами, 10 — пенсионерами, 7 были неактивными по другим причинам.